# 苏州乐园
苏州乐园是江苏省苏州市的一个大型主题公园，主要经营建设娱乐、餐饮及其它旅游配套设施，建成于1997年，同年2月开始营业。

## 历史
苏州乐园位于虎丘区的狮子山麓，占地达94公顷，由苏州新区经济发展集团总公司、香港中旅建筑有限公司、东方电视台、香港金宁有限公司等联合建成。
2017年10月9日，苏州乐园欢乐世界闭园，搬迁至太阳山下成立新的苏州乐园森林世界。

## 分区及设施

### 欢乐世界
欢乐世界以"东方迪斯尼"为主题，力求集西方游乐场的活泼、欢乐、壮观和东方园林的安闲、宁静、自然的特点于一体。

#### 欧美城镇
- 星狮号
- 4D影院
- 迷的洋馆
- 苏迪环园列车
- 欢乐嘉年华
- 冲浪旋艇

#### 加勒比风暴区
- 极速风车
- 空中飞人
- 龙卷风

#### 夏威夷港湾
- 夏威夷巨浪
- 豪华波浪
- 飞行岛

#### 狮山奇观
- 悬挂式过山车
- 丛林战车
- 滑翔翼
- 上山缆车
- 高空弹射
- 苏格兰山庄跑马场

#### 苏迪王国
- 小旋风滑车
- 旋转木马
- 碰碰车
- 青蛙跳
- 童话世界
- 遥控船
- 儿童组合滑梯
- 冲天大回旋
- 桑巴气球

#### 未来世界广场
- 飞碟探索
- 宇宙大战
- 球幕影院
- 拼搏彩弹

#### 百狮广场
- 高空弹射

### 水上世界
1995年7月开始营业，是中国投资规模最大、项目最齐全、设备最先进的现代化水上游乐场。
- 烧烤屋
- 激情岛
- 欢乐大波浪
- 海浪池
- 标准游泳池
- 彩虹天雨
- 飞天水龙炮

### 温泉世界
苏州乐园四季悦温泉占地25亩，有泡池29座，属偏硅酸复合型温泉。

### 糖果世界
苏迪糖果乐园位于苏州乐园水上世界商业广场内，是目前中国唯一的大型室内儿童亲子主题乐园。

## 交通
- 苏州轨道交通1号线苏州乐园站、3号线苏州乐园站
- 苏州高新区有轨电车1号线苏州乐园站
- 公交2路、303路、304路、38路、游3路、51路、69路、89路等